# Els Pets
Els Pets är en katalansk rock- och poprock-grupp. Den leds av låtskrivaren och sångaren Lluís Gavaldà och grundades 1985 i den sydkatalanska orten Constantí (i Tarragonès). Kärnan i gruppen är en trio som inkluderar Joan Reig på trummor och Falin Cáceres på elbas, vartill ett antal övriga instrumentalister kommit och gått under årens lopp.

## Historik

### Tidiga år
Gruppen grundades 1985 av trion Gavaldà, Reig och Cáceres. Man inledde sin verksamhet under etiketten rock agrícola ('lantrock', jämför roots rock), en term myntad av journalisten Pep Blay. Delar av gruppen kom från det tidigare bandet Condons adulterats, och under de tidiga åren fortsatte Els Pets spela delar av dess sångrepertoar. Från första början hävdade Els Pets sitt lantliga ursprung och prägel.
14 juni 1991 var Els Pets del av den historiska konserten i Palau Sant Jordi, där man tillsammans med Sopa de Cabra, Sau och Sangtraït lockade 22 000 åskådare – den dittills största inomhuspubliken på en konsert i Europa. Konserten ses som höjdpunkten i det tidiga 1990-talets katalanskspråkiga rockmusikvåg. "Vine a la festa" ('Kom till festen') och "Tarragona m'esborrona" blev tidiga hitlåtar för bandet, som inte siktade på att bli en storsäljare och som tog sitt gruppnamn (katalanska för "Fjärtarna") i tron att man skulle få en kort karriär på musikscenen.
Gruppen återkom i rampljuset 1997 i samband med Bondia ('Goddag'). Albumet blev en av 1990-talets mest framgångsrika katalanskspråkiga skivor med en försäljning på 85 000 ex. På skivan förnyade man sin musikstil och lät sig inspireras av den pågående britpop-vågen med band som Oasis, Blur och Suede. Vid den här tiden tog man också hjälp av producenten och gitarristen Marc Grau, ett av 1990-talets viktiga namn inom katalansk rock.
Två år senare kom albumet Sol ('Sol'), med en mer personlig musikstil. Från de tidiga årens fusionpräglade rock utvecklade man sig successivt mot en mer intim och lågmäld spelstil. Strax efter inspelningen av albumet avled producenten Marc Grau i sjukdom.

### Ett nytt sekel
Vid nästa album, 2001 års Respira ('Andas') togs hjälp av den amerikanske producenten Brad Jones. Jones återkom som producent på 2004 års Agost ('Augusti'). Vid den här tiden sågs Els Pets som den viktigaste av de kvarvarande grupperna från 1990-talets katalanska rockvåg, efter att Sopa de Cabra, Sau, Sangtraït och Ja T'ho Diré alla splittrats.
2005 genomförde den 20-årsjubilerande gruppen konsertturnén Giravint (en ordlek med orden för turné och 20). Gruppen medverkade också i inspelningen av 2006 års film Rock&Cat, med den katalanska rockhistorien som tema. I samband med den årliga välgörenhetsgalan La marató de TV3 spelade Lluís Gavaldà 2005 in en cover på The Beatles låt "In My Life".
2006 kom Això és espectacle ('Sån är föreställningen'), en konsertproduktion som dokumenterade en Els Pets-turné. Titeln hämtades från en cover av The Jams "That's Entertainment". Hösten 2006 arrangerades en särskild turné med katalanska teaterlokaler som spelplatser, och efter albumet Com anar al cel i tornar ('Hur man tar sig till himlen och tillbaka') genomfördes en lång sommarturné från april till oktober 2007. Turnéer genomfördes även 2008 och 2009.

### 2010-talet
Els Pets tionde studioalbum Fràgil ('Känslig') kom 2010. Den belönades med Premi Enderrock för 2010 års bästa skiva, samtidigt som gruppen fick pris för bästa grupp.
Efter att man 2011 (något sent) firat gruppens 25-årsjubileum med en CD/DVD-box under titeln Els Pets fan teatre ('Els Pets på teatern') tog man 2012 ett sabbatsår. Trots det genomförde man sin första konsert i London, ett välbesökt evenemang på scenen Cargo.
2013 kom albumet L'àrea petita ('Lilla ytan'). Albumtiteln syftar, enligt gruppen, på "området där allt till slut passar ihop och gör allt begripligt, där alla omöjliga önskningar slår in". Albumet lanserades ihop med singeln "Bombolles" ('Bubblor') och efterföljdes av en konsertturné. Därefter belönades man med Premi Enderrock för 2013 års bästa popalbum på katalanska.
2015 genomfördes en jubileumsturné av den då 30-åriga gruppen Els Pets, tillsammans med den nya turnégitarristen Jordi Bastida. På hösten samma år organiserades en mindre turné med kammarmusik, lämpligt betitlad "Els Pets fan cambra". ('Els Pets gör kammaren').
Sommaren 2018 spelade gruppen in sitt första studioalbum på fem år, i Joan Pons (singer-songwritern El Petit de Cal Eril) studio i Guissona. Albumet fick titeln Som ('Vi är'), med "La vida és molt avorrida sense el teu cos" ('Livet är så trist utan din kropp') och "L'exèrcit que vindrà" ('Armén som kommer') som singlar – den sistnämnda dedicerad till dem som deltog i 2017 års katalanska folkomröstning. Sången "Corvus", skriven av gruppens trumslagare Joan Reig, fick senare motta utmärkelsen Premi Fada, vilket belönar kulturproduktioner som belyser problemet med övergrepp på barn. Vid en tidningsintervju uppdagades att låttexten var självbiografisk, och att Reig som 10–12-åring var ett av ett antal barn som utnyttjats av en skolledare i hemstaden Constantí; historien väckte 2019 stor uppmärksamhet i spanska massmedier.

### 2020-talet
Efter två års nedstängning av den spanska musikbranschen, på grund av covid-19-pandemin, återkom Els Pets våren 2022 med albumet 1963. Titeln refererar till de tre gruppmedlemmars födelseår. Efter singellåten "Ulls com piscines" i början av april gavs albumet ut den 29 i samma månad. På albumet, som producerats av Joan Pons, är låtarna inspirerades av brittisk new wave men med ironiska låttexter i stil med gruppens tidiga år.

## Diskografi

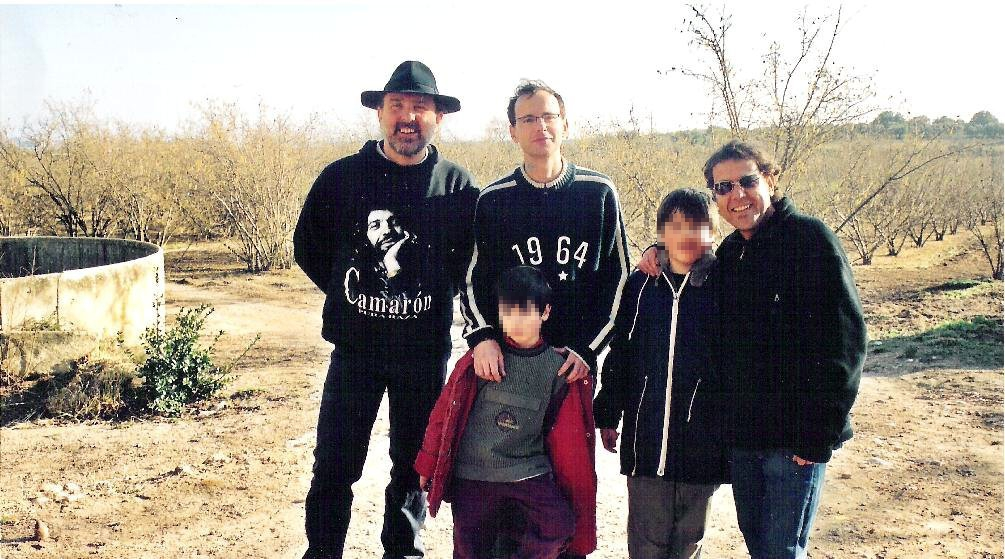
Els Pets anno 2003.

### Studioalbum
Nedan listas gruppens studioinspelade album:
- Maqueta (1985, demoutgivning)
- Els Pets (1989)
- Calla i balla (1991)
- Fruits sex (1992)
- Brut natural (1994)
- Bondia (1997)
- Sol (1999)
- Respira (2001)
- Agost (2004)
- Com anar al cel i tornar (2007)
- Fràgil (2010)
- L'àrea petita (2013)
- Som (2018)
- 1963 (2022, RGB[15])

### Övriga album och specialutgåvor
- Vine a la festa (1995, konsertinspelningar)
- Malacara (2002, låtsamling)
- Això és espectacle (2006, DVD med dokumentär + konsertinspelningar)
- Fan teatre (2011, konsert-DVD + CD)
- Trespuntzero (2015, konsert-CD från turnén Trespuntzero de cambra)
- Els singles (samlingsbox med singlarna från de två första albumen)
- Munta-t'ho bé (singel med TVC:s sommarlåt plus två extra låtar)
- Bondia edició especial 10è aniversari (CD:n Bondia plus 6 demoinspelningar och en DVD)